# Tjeckoslovakisk ridponny
Den tjeckoslovakiska ridponnyn är en hästras av ponnytyp som utvecklats i forna Tjeckoslovakien sedan 1980-talet. De är utmärkta ridponnyer för barn och är mycket tåliga, sunda och billiga i drift. Trots att rasen är relativt ny, så finns det idag ca 150 ponnyer och antalet växer stadigt.

## Historia
Utvecklingen av den tjeckoslovakiska ridponnyn började år 1980 på jordbruksuniversitetet i Nitra, i det som idag räknas till Slovakien. Man började med en flock på hela 70 ston, varav de flesta var arabiska fullblod, men även Hannoveranare, slovakiska varmblod och den primitiva Huculponnyn.
En flock med 27 ston valdes ut för att korsas med en Welshponny, en hingst vid namn Branco. Den första avkomman föddes 1981 och gick på lösdrift i tuff terräng för att rasen skulle härdas. Ytterligare korsning skedde med en annan welshponny-hingst som hette Shal, importerad från Tyskland.
De första avkommorna tränades flitigt i ridning och körning och fick avlägga bruksprov 1984. Nästan alla klarade det tuffa provet och man fortsatte aveln. 1989 höll man även en konferens om rasens framtid på universitetet i Nitra. Där bestämdes det att avelsprogrammet varit en succé och att man skulle fortsätta avla dessa ponnyer för att användas som ridponnyer för barn mellan åtta och sexton. Man utökade även antalet avelsston från 70 till 100.
Idag finns ca 150 ponnyer, varav de flesta finns i Tjeckien och Slovakien men ponnyer har även exporterats till andra länder i Europa. Planer finns för att starta en förening för rasen och därmed locka privata uppfödare att avla rasen.

## Egenskaper
Den tjeckoslovakiska ridponnyn är lätthanterlig, med ett vaket men lugnt temperament. Ponnyerna är tåliga, härdade och billiga i drift, en stark fördel hos de fattigare familjerna i området runt Nitra. Ponnyerna har hårda hovar och därför ofta gå utan skor. Ponnyn har bra rörelser och är ofta mycket talangfull inom hoppning. Ponnyerna är runt 135 cm i mankhöjd. Ponnyn är en utmärkt ridponny för barn.